# Intercommunalité
L'intercommunalité est le regroupement de communes ou de municipalités dans une structure légale en vue de coopérer dans un ou plusieurs domaines comme l'eau, les ordures, les transports, les infrastructures comme les piscines ou bibliothèques, économique, l'aménagement ou l'urbanisme.
Cette structure intercommunale peut prendre la forme juridique d'une association comme l'Eurodistrict trinational de Bâle, d'un EPCI à fiscalité propre ou non, ou d'une société privée.

## Fusion de communes
Contrairement à l'intercommunalité où chaque commune transfère certaines compétences et/ou délègue des pouvoirs à la structure intercommunale, la fusion des communes peut prendre la forme d'une fusion d'égal à égal comme, en France, Guitalens et Lalbarède devenues Guitalens-L'Albarède le 29 juin 2007 ou par une absorption comme Chantenay-sur-Loire par Nantes.

## Amérique du Nord

### États-Unis
Ville-comté consolidée

## Europe
En Europe il existe une entité administrative regroupant des agglomérations urbaines situées de part et d'autre d'une frontière d'États appelé Eurodistrict.

### France
En France il existe plusieurs formes d'intercommunalité suivant la population, les domaines de compétence et la nature juridique.
Il faut notamment distinguer les intercommunalités à fiscalité propre (Métropole, communauté urbaine, communauté d'agglomération et communauté de communes) des autres structures, dont notamment les syndicats intercommunaux et les syndicats mixtes.

### Luxembourg
Au Luxembourg, l'intercommunalité prend la forme d'un syndicat intercommunal qui peut regrouper au moins deux communes pour exploiter un équipement (réseau de bus, déchèterie, station d'épuration, parc naturel, etc.).

### Suisse
La plupart des communes suisses ont créé ou adhéré à des groupements intercommunaux pour remplir ensemble des tâches communes, en particulier dans la gestion des écoles, le traitement des déchets, l'épuration et le traitement des eaux usées, la gestion des forêts et des vignes, etc.
Certains de ces groupements sont de droit public (généralement des syndicats ou conventions intercommunales), d'autres de droit privé (associations intercommunales), d'autres encore informels sous forme d'accord ou d'entente intercommunale.
La coopération peut également prendre la forme d'un organisme transfrontalier avec les pays environnants.